# Tourlaville
Tourlaville és un municipi francès situat al departament de la Manche i a la regió de Normandia. L'any 2007 tenia 16.591 habitants.

## Demografia

### Població
El 2007 la població de fet de Tourlaville era de 16.591 persones. Hi havia 7.238 famílies de les quals 2.340 eren unipersonals (890 homes vivint sols i 1.450 dones vivint soles), 2.215 parelles sense fills, 2.063 parelles amb fills i 620 famílies monoparentals amb fills.
La població ha evolucionat segons el següent gràfic:
Habitants censats

### Habitatges
El 2007 hi havia 7.756 habitatges, 7.308 eren l'habitatge principal de la família, 99 eren segones residències i 349 estaven desocupats. 5.312 eren cases i 2.319 eren apartaments. Dels 7.308 habitatges principals, 4.130 estaven ocupats pels seus propietaris, 3.134 estaven llogats i ocupats pels llogaters i 44 estaven cedits a títol gratuït; 195 tenien una cambra, 714 en tenien dues, 1.600 en tenien tres, 2.277 en tenien quatre i 2.522 en tenien cinc o més. 4.086 habitatges disposaven pel capbaix d'una plaça de pàrquing. A 3.610 habitatges hi havia un automòbil i a 2.480 n'hi havia dos o més.

### Piràmide de població
La piràmide de població per edats i sexe el 2009 era:
| Homes | Edats   | Dones |
| ----- | ------- | ----- |
| 0     | 95 o +  | 16    |
| 8     | 90 a 94 | 56    |
| 72    | 85 a 89 | 124   |
| 96    | 80 a 84 | 212   |
| 252   | 75 a 79 | 352   |
| 228   | 70 a 74 | 356   |
| 356   | 65 a 69 | 476   |
| 356   | 60 a 64 | 460   |
| 384   | 55 a 59 | 392   |
| 476   | 50 a 54 | 564   |
| 608   | 45 a 49 | 608   |
| 748   | 40 a 44 | 704   |
| 732   | 35 a 39 | 700   |
| 588   | 30 a 34 | 580   |
| 628   | 25 a 29 | 592   |
| 448   | 20 a 24 | 428   |
| 820   | 15 a 19 | 664   |
| 668   | 10 a 14 | 736   |
| 580   | 5 a 9   | 644   |
| 400   | 0 a 4   | 476   |

## Economia
El 2007 la població en edat de treballar era de 10.695 persones, 7.371 eren actives i 3.324 eren inactives. De les 7.371 persones actives 6.402 estaven ocupades (3.358 homes i 3.044 dones) i 969 estaven aturades (451 homes i 518 dones). De les 3.324 persones inactives 1.111 estaven jubilades, 1.070 estaven estudiant i 1.143 estaven classificades com a «altres inactius».

### Ingressos
El 2009 a Tourlaville hi havia 7.193 unitats fiscals que integraven 16.542,5 persones, la mediana anual d'ingressos fiscals per persona era de 17.394 €.

### Activitats econòmiques
Dels 534 establiments que hi havia el 2007, 3 eren d'empreses extractives, 18 d'empreses alimentàries, 5 d'empreses de fabricació de material elèctric, 4 d'empreses de fabricació d'elements pel transport, 22 d'empreses de fabricació d'altres productes industrials, 58 d'empreses de construcció, 186 d'empreses de comerç i reparació d'automòbils, 23 d'empreses de transport, 34 d'empreses d'hostatgeria i restauració, 6 d'empreses d'informació i comunicació, 24 d'empreses financeres, 26 d'empreses immobiliàries, 42 d'empreses de serveis, 49 d'entitats de l'administració pública i 34 d'empreses classificades com a «altres activitats de serveis».
Dels 122 establiments de servei als particulars que hi havia el 2009, 1 era una oficina d'administració d'Hisenda pública, 1 oficina de correu, 7 oficines bancàries, 4 funeràries, 16 tallers de reparació d'automòbils i de material agrícola, 2 tallers d'inspecció tècnica de vehicles, 3 autoescoles, 8 paletes, 9 guixaires pintors, 12 fusteries, 9 lampisteries, 8 electricistes, 3 empreses de construcció, 11 perruqueries, 1 veterinari, 19 restaurants, 5 agències immobiliàries, 1 tintoreria i 2 salons de bellesa.
Dels 61 establiments comercials que hi havia el 2009, 1 era, 5 supermercats, 3 grans superfícies de material de bricolatge, 1 una gran superfície de material de bricolatge, 3 botiges de menys de 120 m², 10 fleques, 8 carnisseries, 2 peixateries, 5 llibreries, 1 una llibreria, 1 una botiga de roba, 2 botigues d'electrodomèstics, 11 botigues de mobles, 1 una botiga de mobles, 1 un drogueria, 1 una perfumeria i 5 floristeries.
L'any 2000 a Tourlaville hi havia 22 explotacions agrícoles que ocupaven un total de 203 hectàrees.

## Equipaments sanitaris i escolars
El 2009 hi havia 7 farmàcies i 1 ambulància.
El 2009 hi havia 4 escoles maternals i 9 escoles elementals. A Tourlaville hi havia 1 col·legi d'educació secundària i 1 liceu tecnològic. Als col·legis d'educació secundària hi havia 626 alumnes i als liceus tecnològics 603.
Tourlaville disposava d'un centre de formació no universitària superior de formació sanitària. Disposava d'un centre d'altres ensenyaments superiors.

## Poblacions més properes
El següent diagrama mostra les poblacions més properes.